# ديف فيليبس
ديف فيليبس (بالإنجليزية: Dave Phillips)‏ هو حكم كرة قاعدة ‏ أمريكي، ولد في 8 أكتوبر 1943 في سانت لويس في الولايات المتحدة.